# Sócrates Sidiropoulos
Sócrates Sidiropoulos nasceu em 1947 em Ática, Grécia. Pintor e escultor, Grego. 

## Biografia
Sua mãe lhe ensinou desenho, a arte da iconografia, afrescos e mosaicos. 
Ele era um aluno do mestre escultor Ossip Zadkine. 
Em seu conhecimento artístico, o homem jovem somou o estudo de iconologie, a filosofia e a história de arte.
Ele estudou a pintura ocidental ao pintor Zoe Valsamis de pós-graduação da Ecole des Beaux Arts em Paris e ao pintor Philopoemen Constantinidi ou Caracosta.
Ele estudou a arte da escultura ao mestre escultor Costas Valsamis.
Ele completou seus estudos na Académie de la Grande Chaumière, em Paris. 

Impressionado com as touradas, pintou os retratos de grandes toureiros Manolete, Nimeño II, Paquirri e outros. 
Ele também pintou uma série de diferentes cenas de tauromaquia.
Fascinado por Caravaggio, Zurbarán, Ticiano e outros clássicos, pintou ícones de estilo ocidental.
Ele também pintou os dançarinos do Samba Carnaval no Rio de Janeiro, o maior Carnaval do mundo.

## Obras
Suas obras estão em vários museus que eu cito alguns:
- Pintura, La Vuelta (Nimeño II), Nouveau Musée National de Monaco, Les Villas des Pins, Monaco.

- Pintura, L'Artiste et sa Chambre, Musée d'Ixelles (Museum of Elsene), em Bruxelas, Bélgica.

- Pintura, Manolete, Museo de Arte de El Salvador, El Salvador.

- Pintura, Retrato Oriental, Göteborgs Konstmuseum, Gotemburgo, Suécia.

- Pintura, Sultão Solimão o Magnífico, The Pushkin State Museum of Fine Arts, Moscou, Rússia.

e outros.